# März 1999
Portal Geschichte | Portal Biografien | Aktuelle Ereignisse | Jahreskalender | Tagesartikel

◄ |
19. Jahrhundert |
20. Jahrhundert
| 21. Jahrhundert

◄ |
1960er |
1970er |
1980er |
1990er
| 2000er | 2010er | 2020er | ►

◄ |
1995 |
1996 |
1997 |
1998 |
1999
| 2000 | 2001 | 2002 | 2003 | ►

◄ |
Dezember 1998 |
Januar 1999 |
Februar 1999 |
März 1999 |
April 1999 |
Mai 1999 |
Juni 1999 |
►
Dieser Artikel behandelt tagesbezogene Nachrichten und Ereignisse im März 1999.

## Tagesgeschehen

### Montag, 1. März 1999

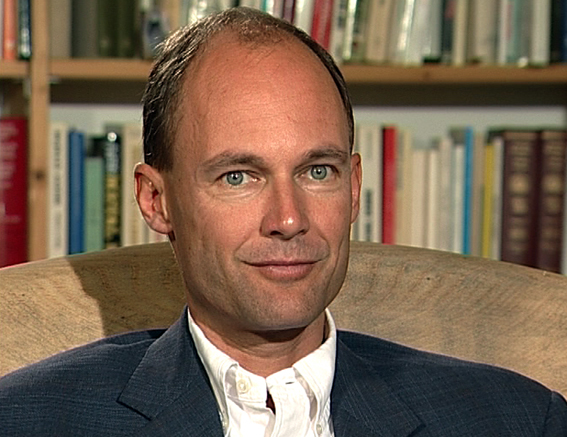
Bertrand Piccard

- Château-d’Oex/Schweiz: Bertrand Piccard und Brian Jones beginnen den dritten Versuch einer Weltumrundung im Heißluftballon.
- Kampala/Uganda: Acht ausländische, von Hutu-Rebellen entführte Touristen werden bei einer Befreiungsaktion getötet.
- Lusaka/Sambia: Eine Bombe zerstört die Botschaft Angolas.
- Das völkerrechtliche Übereinkommen über das Verbot des Einsatzes, der Lagerung, der Herstellung und der Weitergabe von Antipersonenminen und über deren Vernichtung tritt in den Unterzeichnerstaaten in Kraft.

### Mittwoch, 3. März 1999
- Florence/Vereinigte Staaten: Der deutsche Bankräuber Walter Bernhard LaGrand wird vom Staat Arizona in der Gaskammer hingerichtet.

### Donnerstag, 4. März 1999
- Amman/Jordanien: Abdelraouf al-Rawabdeh löst Fayez al-Tarawneh als Ministerpräsident von Jordanien ab.[1]

### Freitag, 5. März 1999
- Hamburg/Deutschland: Bei der 8. Verleihung des Musikpreises Echo wird die Rock-Band Rammstein in der Kategorie „Erfolgreichster nationaler Künstler im Ausland“ ausgezeichnet.[2]

### Samstag, 6. März 1999
- Kambodscha: Ta Mok, der letzte Führer der Roten Khmer, wird nahe der Grenze zu Vietnam festgenommen.[3]

### Sonntag, 7. März 1999
- Innsbruck/Österreich: Die Wahl zum Tiroler Landtag endet für die Tiroler Volkspartei (Teil der ÖVP) mit der historisch niedrigen Marke von 47,2 % der Wählerstimmen, während die SPÖ zum ersten Mal seit 1970 wieder bei einer Wahl zulegen kann und nun 21,8 % der Stimmen erhält. Bei den kleineren Parteien gewinnt die FPÖ ein Mandat hinzu, während die Grünen eins verlieren.[4]
- Klagenfurt/Österreich: Die SPÖ verliert bei der Wahl in Kärnten ihre Mehrheit der Sitze im Landtag, während die FPÖ mit Spitzenkandidat Jörg Haider, einem bekennenden Nationalisten, erstmals bei einer Landtagswahl den Sieg davonträgt. Die ÖVP sieht sich bei einem Stimmenanteil von rund 20,7 % mit dem schlechtesten Ergebnis seit ihrer Gründung konfrontiert.[5]
- Malabo/Äquatorialguinea: Bei der Parlamentswahl gewinnt die Partido Democrático de Guinea Ecuatorial 75 der 80 Parlamentssitze.[6]
- Salzburg/Österreich: Bei der Landtagswahl in Salzburg wird die ÖVP zum zwölften Mal in Folge stärkste politische Kraft. Das höchste Stimmenplus verzeichnet die SPÖ, die sich um 5,3 % auf 32,3 % steigert. FPÖ und Grüne verlieren jeweils ein Mandat.[7]

### Montag, 8. März 1999

Logo von TV total

- Köln/Deutschland: Im Theater am Rudolfplatz feiert die von Brainpool produzierte Fernsehshow TV total mit Moderator Stefan Raab Premiere. Sie wird vom TV-Sender ProSieben ausgestrahlt.

### Dienstag, 9. März 1999
- Saarbrücken/Deutschland: Auf die Wanderausstellung „Vernichtungskrieg. Verbrechen der Wehrmacht 1941 bis 1944.“ wird ein Sprengstoffanschlag verübt. Zum Zeitpunkt des Anschlags halten sich zwar keine Menschen in der Nähe auf, allerdings werden Exponate durch Splitter beschädigt.

### Donnerstag, 11. März 1999
- Bonn/Deutschland: Oskar Lafontaine tritt nach Streitigkeiten innerhalb der Regierung vom Amt des Bundesministers der Finanzen und vom Amt des SPD-Vorsitzenden zurück. Außerdem legt er sein Bundestagsmandat nieder.[8]

### Freitag, 12. März 1999

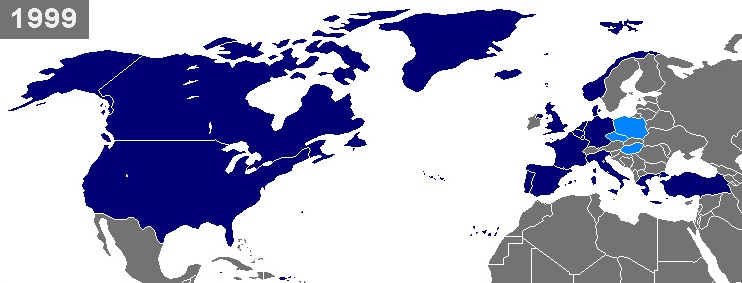
NATO-Osterweiterung

- Bonn/Deutschland: Am Tag nach Oskar Lafontaines Rückzug vom Parteivorsitz der SPD einigt sich das Präsidium der Sozialdemokraten auf Bundeskanzler Gerhard Schröder als dessen kommissarischen Nachfolger an der Spitze der Partei.[9]
- Brüssel/Belgien: Im Rahmen der Ersten Osterweiterung der NATO treten Polen, die Tschechische Republik und Ungarn dem Militärbündnis bei. Sie gehörten während des Kalten Kriegs zum Militärbündnis Warschauer Pakt, das die NATO als ihren potenziellen Gegner ansah.[10][11]
- Königshain/Deutschland: Der 3.281 m lange Autobahntunnel Königshainer Berge wird freigegeben. Die Bundesautobahn 4 zwischen Dresden und Bautzen ist damit, nach über 60-jähriger Planungs- und Bauzeit, komplett vierspurig ausgebaut.[12]

### Sonntag, 14. März 1999
- Andalusien/Spanien: In der Gesamtwertung der Herren-Wettbewerbe des Alpinen Skiweltcups 1998/99 belegt der Norweger Lasse Kjus nach dem letzten Rennen in der Sierra Nevada Platz 1. Bei den Damen gewinnt Alexandra Meissnitzer aus Österreich den Gesamt-Weltcup.[13][14]
- Mammern/Schweiz: Mit der Bestattung eines persönlichen Freundes eröffnet Ueli Sauter den ersten Bestattungswald, auch „Friedwald“, der Moderne. Sauter lässt sich die Idee als geistiges Eigentum patentieren.[15]

### Dienstag, 16. März 1999
- Brüssel/Belgien: Nach Korruptionsvorwürfen gegen die Kommissarin für Wissenschaft, Forschung und Entwicklung der Europäischen Union Édith Cresson tritt die Europäische Kommission mitsamt ihrem luxemburgischen Präsidenten Jacques Santer geschlossen zurück. Der Spanier Manuel Marín wechselt übergangsweise ins Amt des Präsidenten der Kommission.[16]

### Mittwoch, 17. März 1999
- Essen/Deutschland Die ThyssenKrupp AG wird ins Handelsregister eingetragen. Deutschlands größtes Stahl- und Rüstungsunternehmen entsteht aus dem Zusammenschluss der Stahlkonzerne Thyssen AG in Düsseldorf und Friedrich Krupp AG Hoesch-Krupp in Essen.

### Sonntag, 21. März 1999
- Los Angeles/Vereinigte Staaten: Bei den 71. Academy Awards der Filmbranche wird Shakespeare in Love von Regisseur John Madden als bester Film prämiert. Das Werk erhält insgesamt sieben Oscars. An Steven Spielbergs Film Der Soldat James Ryan gehen fünf Auszeichnungen, u. a. für die Beste Regie und die Beste Kamera.[17]

### Dienstag, 23. März 1999
- Asunción/Paraguay: Der paraguayische Vizepräsident Luis María Argaña wird bei einem Attentat ermordet.

### Mittwoch, 24. März 1999

Logo des Rats der Europäischen Union

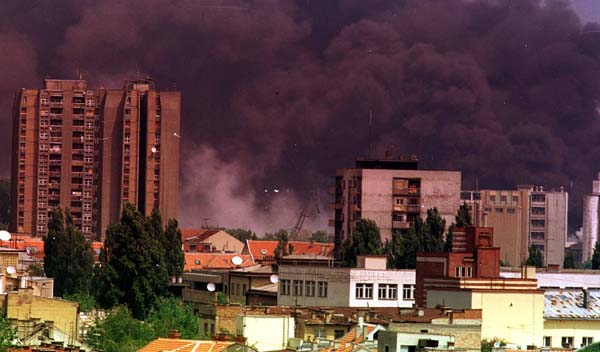
Bombardierung von Novi Sad

- Berlin/Deutschland: Der Sondergipfel des Rats der Europäischen Union (EU) endet mit einer Einigung auf den Italiener Romano Prodi als neuen Präsidenten der EU-Kommission und einer Einigung zur Stärkung der Gemeinschaftspolitik im Hinblick auf die geplante „EU-Osterweiterung“, die der Ratsvorsitz in seinen Schlussfolgerungen als „historische Priorität für die Union“ bezeichnet.[18]
- Bonn/Deutschland: In einer im Fernsehen ausgestrahlten Rede an die Bundesbürger erklärt Bundeskanzler Gerhard Schröder (SPD) hinsichtlich des Kosovokriegs: „Heute abend hat die NATO mit Luftschlägen gegen militärische Ziele in Jugoslawien begonnen. Wir führen keinen Krieg, aber wir sind aufgerufen, eine friedliche Lösung […] auch mit militärischen Mitteln durchzusetzen.“ Es sind die ersten Kriegshandlungen deutschen Militärs seit der Kapitulation der Wehrmacht am 7. Mai 1945.[19]
- Chamonix-Mont-Blanc/Frankreich, Courmayeur/Italien: Bei einem Lkw-Brand im Mont-Blanc-Tunnel kommen 39 Menschen ums Leben.
- London/Vereinigtes Königreich: Das Oberhaus des Parlaments bestätigt die Rechtmäßigkeit der Festsetzung des diktatorisch regierenden ehemaligen Präsidenten von Chile Augusto Pinochet, der im September 1998 wegen einer Rückenoperation nach London reiste und im Oktober 1998 dort unter Arrest gestellt wurde.[20]
- Serbien/Jugoslawien: Ohne UN-Mandat beginnt im Rahmen des Kosovokriegs die Operation Allied Force (deutsch Operation Bündnisstreitmacht) des Militärbündnisses NATO. An den Luftangriffen gegen Ziele in Serbien unter Führung der Vereinigten Staaten und des Vereinigten Königreichs ist auch die Bundeswehr beteiligt. Es ist der erste Kampfeinsatz der NATO seit Inkrafttreten des Nordatlantikvertrags im Jahr 1949. Die an Verteidigung orientierten Statuten des Vertrags legitimieren Kampfeinsätze nur im Bündnisfall. Im Fall Serbiens lag dieser nicht vor.[21]

### Donnerstag, 25. März 1999
- Beirut/Libanon, Berlin/Deutschland: Das Investitionsschutz- und -förderabkommen zwischen dem Libanon und Deutschland tritt in Kraft.

### Freitag, 26. März 1999

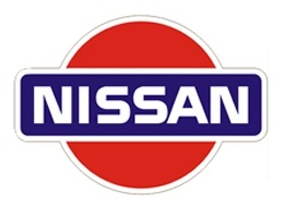
Logo der Fahrzeugsparte von Nissan

- London/Vereinigtes Königreich: Der Rundfunkveranstalter BBC stellt seine regelmäßige deutschsprachige Programmausstrahlung ein. Diese begann circa 60 Jahre zuvor anlässlich der Gleichschaltung im Deutschen Reich.[22]
- Tokio/Japan: Der Kfz-Hersteller Renault erwirbt 36,8 % der Anteile an der Kfz-Sparte des japanischen Unternehmens Nissan und die Konzernspitzen unterschreiben eine Absichtserklärung zur Bildung eines gemeinsamen Unternehmens.
- Weltweit legt der Makrovirus Melissa in Unternehmen Personal Computer und Server lahm und richtet Schäden in Höhe von rund 80 Millionen US-Dollar an.

### Sonntag, 28. März 1999
- Asunción/Paraguay: Staatspräsident Raúl Cubas Grau tritt zurück, nachdem es infolge der Ermordung des Vizepräsidenten Luis María Argaña zu Unruhen kam. Luis Ángel González Macchi tritt Cubas Graus Nachfolge an.
- Chamoli/Indien: Bei einem Erdbeben der Stärke 6,8 Mw kommen im Bundesstaat Uttar Pradesh an der Grenze zu China mehr als 100 Menschen ums Leben.[23]

### Montag, 29. März 1999

The Matrix: Lettering zu Beginn des Films

- Los Angeles/Vereinigte Staaten: Die Premiere des aufwändig produzierten, für seine neuartigen visuellen Effekte gelobten Spielfilms The Matrix findet im Mann’s Village Theatre in Westwood statt.[24]
- New York/Vereinigte Staaten: Der Aktienindex Dow Jones Industrial Average notiert zum Ende des Handelstags bei circa 10.007 Indexpunkten. Zum ersten Mal seit seiner Einführung gegen Ende des 19. Jahrhunderts erreicht er einen Tageswert jenseits von 10.000 Punkten. Der Wert der gelisteten Aktien verzehnfachte sich seit November 1972.[25]

### Dienstag, 30. März 1999
- San Francisco/Vereinigte Staaten: Ein US-Gericht verurteilt das Unternehmen Philip Morris Companies zu einer Schadensersatzleistung in Höhe von 81 Millionen US-Dollar an die Hinterbliebenen eines Tabakrauchers.

## Weblinks

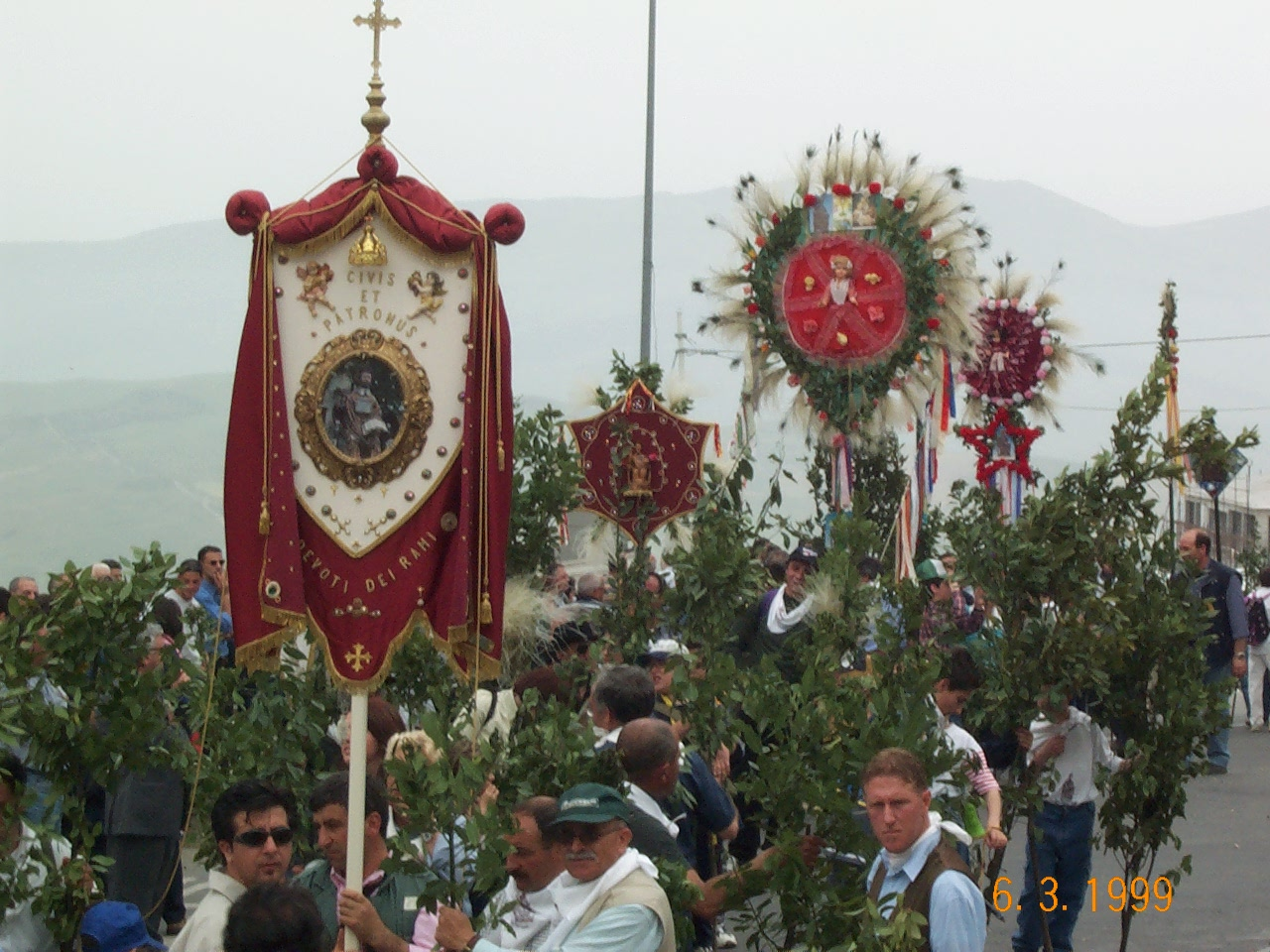
Italien im März 1999